# Terrence Higgins Trust
La Terrence Higgins Trust è un'organizzazione di beneficenza britannica, attiva nel campo della lotta all'AIDS, tra le maggiori del Regno Unito.

## Storia
Fondata nel 1982, la Terrence Higgins Trust è stata la prima associazione britannica a essere creata per rispondere ai problemi creati dall'HIV. Inizialmente chiamata Terry Higgins Trust, cambiò nome in onore di Terrence Higgins, morto di AIDS il 4 giugno 1982 al St Thomas' Hospital di Londra, primo uomo vittima di questa malattia; dopo la sua scomparsa, il suo amico Martyn Butler e il suo compagno Rupert Whitaker si unirono per creare l'associazione, aiutare le famiglie dei malati e per prevenire l'insorgersi dei casi di sieropositività, aiutando inoltre nella raccolta fondi alla ricerca.
L'anno successivo si tenne un incontro sull'AIDS, organizzato dalla London Lesbian and Gay Switchboard e la Terry Higgins Trust, durante il quale l'associazione ufficializzò il cambio di nome in Terrence Higgins Trust (THT); promossa al rango di società a responsabilità limitata, acquisì lo stato di organizzazione di beneficenza nel gennaio 1984. Da allora, la THT offre servizi di accompagnamento, aiuto a domicilio, consiglio, educazione sessuale e di sensibilizzazione nell'uso delle droghe.

## Organizzazione
Dal 1999, la Terrence Higgins Trust, con la fusione con numerose associazioni, comprende circa 250 persone retribuite e oltre 800 volontari.